# André Chastagnol
André Chastagnol (París, 21 de febrero de 1920-París, 2 de septiembre de 1996) fue un historiador francés especialista en literatura y epigrafía latinas.

## Biografía
Después de haber enseñado en las universidades del Alguer, Rennes y París X-Nanterre, acabó su carrera como profesor en la Sorbona. Sus dos tesis trataron sobre la jefatura urbana en Roma. Substituyó a Hans-Georg Pflaum en la dirección del seminario de epigrafía latina de la École pratique des hautes études, donde tuvo como alumnos a Michel Christol, Xavier Loriot, François Jacques, etc.
Sus diversos trabajos sobre el Bajo Imperio Romano y la antigüedad tardía están muy enfocados hacia la Historia Augusta, la cual tradujo él mismo en parte y contribuyó a mejorar su estudio. Su biblioteca personal fue legada a la Sorbona, que luego fue incorporada a la Biblioteca Serpente.

## Obra
Fue autor de alrededor de 200 libros y artículos, consagrados a la historia general, a la Galia y la África romana; las obras más destacadas son:
- La préfecture urbaine à Rome sous le Bas-Empire, Presse Universitaire, París, 1960
- Les Fastes de la préfecture de Rome au Bas-Empire, París, 1962
- Les Empereurs romains d'Espagne, París, 1965
- Le Sénat romain sous le règne d’Odoacre. Recherches sur l’épigraphie du Colisée au 5. siècle. Habelt, Bonn 1966.
- Le Bas-Empire, Colin, París, 1969
- Recherches sur l’Histoire auguste. Habelt, Bonn 1970.
- La fin du monde antique. De Stilicon à Justinien (s.V et début s.VI). Recueil de textes présentés et traduits, París, 1976
- L’album municipal de Timgad. Habelt, Bonn 1978.
- Transformations et conflits au s.IV ap. J.-C., Bonn, 1978 (dir.)
- L'évolution politique, sociale et économique du monde romain de Dioclétien à Julien: La mise en place du régime du Bas-Empire (284-363) París, 1982, 1985
- L’Italie et l’Afrique au bas-empire. Études administratives et prosopographiques. Scripta varia. Presse universitaire, Lille 1987.
- Le Sénat romain a l’epoque imperiale. Recherches sur la composition de l’Assemblée et le statut de ses membres. Les Belles Lettres, Paris 1992.
- Histoire auguste. Les empereurs romains des 2. et 3. siecles. Laffont, Paris 1994.
- Aspects de l’antiquité tardive. Scripta varia II. L’Erma di Bretschneider, Roma 1994.
- Historia Augusta, tradujo y comentó André Chastagnol, éditions Robert Laffont, 1994, (ISBN 2-221-05734-1)
- La Gaule romaine et le droit latin. Recherches sur l’histoire administrative et sur la romanisation des habitants. Scripta varia III. De Boccard, Lyon 1995.
- (póstumo) Le pouvoir impérial à Rome. Figures et commémorations. Scripta varia IV. Editado por Stéphane Benoist y Ségolène Demougin. Droz, Ginebra, 2008.